# 江苏省科学技术协会
江苏省科学技术协会，简称江苏省科协，是中华人民共和国江苏省科学技术工作者组成的专业性人民团体，是中国科学技术协会的地方组织，受中国共产党江苏省委员会的领导。